# Adelio Moro
Adelio Moro (Mozzanica, 14 aprile 1951) è un allenatore di calcio ed ex calciatore italiano, di ruolo centrocampista.

## Carriera

### Giocatore

#### Club

Moro in azione con la maglia dell'Ascoli

Cresciuto nell'Atalanta, nel 1969 si è trasferito in prestito alla Cremonese, in Serie D. Dopo una buona stagione con il club grigiorosso, nel 1970 è tornato all'Atalanta. Ha militato nel club orobico per due stagioni, contribuendo alla promozione in Serie A del 1971 e alla salvezza nella stagione successiva. Nel 1972 è passato all'Inter, nell'operazione che portò in nerazzurro anche i compagni Doldi e Magistrelli. Ha militato nelle file dei nerazzurri per tre stagioni, totalizzando 90 presenze e 14 reti. Dopo il triennio all'Inter, nel 1975 si è trasferito al Verona. Ha militato nel club scaligero fino all'ottobre 1976, realizzando 10 reti in 35 presenze. Nell'ottobre 1976 è passato all'Ascoli. Ha militato nelle file del club bianconero per cinque stagioni, ottenendo una promozione in Serie A nel 1978. Nella stagione 1981-1982 ha militato nel Milan, annata che si concluse con la retrocessione dei rossoneri in Serie B. Nella stagione successiva ha giocato nel Cesena, totalizzando 22 presenze e 2 reti. Nel 1983 è tornato all'Atalanta, squadra in cui aveva mosso i primi passi da calciatore. Nel 1984 si è trasferito all'Ospitaletto, in Serie C2, con cui ha concluso la propria carriera da calciatore nel 1986. Ottimo rigorista, dagli undici metri ha avuto una percentuale di realizzazione pari al 100% in Serie A (10 rigori messi a segno in altrettanti tentativi) e del 95% circa nell'intera carriera da calciatore (23 rigori segnati su 24 calciati).

#### Nazionale
Nel 1971 ha collezionato 4 presenze con la Nazionale Under-21. Ha all'attivo, inoltre, 2 presenze con la Nazionale Under-23.

### Allenatore
Terminata la propria carriera da calciatore, nel corso della stagione 1987-1988 ha assunto la guida tecnica dell'Ospitaletto, in Serie C1. Dal 1988 al 1990 ha allenato la Primavera dell'Atalanta. Nella stagione 1990-1991 è stato tecnico del Lodigiani. Dal 1991 al 1996 è stato tecnico del Brescia, insieme al direttore tecnico Lucescu. Nel 1996 ha seguito Lucescu alla Reggiana, ma il 24 novembre 1996 è stato sollevato dall'incarico. Il 2 gennaio 2002 viene nominato insieme a Fabio Viviani allenatore del Vicenza, in sostituzione di Eugenio Fascetti. Il 7 giugno 2002 la coppia ha lasciato la panchina del club biancorosso, sostituita da Andrea Mandorlini.
Dal 1999 al 2020 è stato osservatore dell'Inter.

## Statistiche

### Presenze e reti nei club
| Stagione           | Squadra            | Campionato         | Campionato | Campionato | Coppe nazionali | Coppe nazionali | Coppe nazionali | Coppe continentali | Coppe continentali | Coppe continentali | Altre coppe | Altre coppe | Altre coppe | Totale | Totale | Totale |
| Stagione           | Squadra            | Comp               | Pres       | Reti       | Comp            | Pres            | Reti            | Comp               | Pres               | Reti               | Comp        | Pres        | Reti        | Pres   | Reti   |        |
| ------------------ | ------------------ | ------------------ | ---------- | ---------- | --------------- | --------------- | --------------- | ------------------ | ------------------ | ------------------ | ----------- | ----------- | ----------- | ------ | ------ | ------ |
| 1968-1969          | Atalanta           | A                  | 1          | 0          | CI              | 0               | 0               | CM                 | 1                  | 0                  | -           | -           | -           | 2      | 0      |        |
| 1969-1970          | Cremonese          | D                  | 20         | 2          | -               | -               | -               | -                  | -                  | -                  | -           | -           | -           | 20     | 2      |        |
| 1970-1971          | Atalanta           | B                  | 32+2       | 11+0       | CI              | 0               | 0               | -                  | -                  | -                  | -           | -           | -           | 34     | 11     |        |
| 1971-1972          | Atalanta           | A                  | 21         | 6          | CI              | 4               | 0               | -                  | -                  | -                  | -           | -           | -           | 25     | 6      |        |
| Totale Atalanta    | Totale Atalanta    | Totale Atalanta    | 55         | 17         |                 | 4               | 0               |                    | -                  | -                  |             | -           | -           | 59     | 17     |        |
| 1972-1973          | Inter              | A                  | 23         | 5          | CI              | 6               | 2               | CU                 | 6                  | 0                  | -           | -           | -           | 35     | 7      |        |
| 1973-1974          | Inter              | A                  | 19         | 2          | CI              | 7               | 1               | CU                 | 1                  | 1                  | -           | -           | -           | 27     | 4      |        |
| 1974-1975          | Inter              | A                  | 19         | 2          | CI              | 7               | 1               | CU                 | 2                  | 0                  | -           | -           | -           | 28     | 3      |        |
| Totale Inter       | Totale Inter       | Totale Inter       | 61         | 9          |                 | 20              | 4               |                    | 9                  | 1                  |             | -           | -           | 90     | 14     |        |
| 1975-1976          | Verona             | A                  | 20         | 5          | CI              | 10              | 3               | -                  | -                  | -                  | -           | -           | -           | 30     | 8      |        |
| giu.-ott. 1976     | Verona             | A                  | 2          | 1          | CI              | 3               | 1               | -                  | -                  | -                  | -           | -           | -           | 5      | 2      |        |
| Totale Verona      | Totale Verona      | Totale Verona      | 22         | 6          |                 | 13              | 4               |                    | -                  | -                  |             | -           | -           | 35     | 10     |        |
| ott. 1976-1977     | Ascoli             | B                  | 28         | 5          | CI              | 0               | 0               | -                  | -                  | -                  | -           | -           | -           | 28     | 5      |        |
| 1977-1978          | Ascoli             | B                  | 38         | 13         | CI              | 4               | 1               | -                  | -                  | -                  | -           | -           | -           | 42     | 14     |        |
| 1978-1979          | Ascoli             | A                  | 29         | 6          | CI              | 4               | 1               | -                  | -                  | -                  | -           | -           | -           | 33     | 7      |        |
| 1979-1980          | Ascoli             | A                  | 28         | 3          | CI              | 4               | 1               | -                  | -                  | -                  | -           | -           | -           | 32     | 4      |        |
| 1980-1981          | Ascoli             | A                  | 30         | 3          | CI              | 4               | 0               | TRLF               | 1+                 | 0+                 | TDC         | 1+          | 1+          | 36+    | 4+     |        |
| Totale Ascoli      | Totale Ascoli      | Totale Ascoli      | 153        | 30         |                 | 16              | 3               |                    | 1+                 | 0+                 |             | 1+          | 1+          | 171+   | 34+    |        |
| 1981-1982          | Milan              | A                  | 19         | 1          | CI              | 2               | 0               | CM                 | 3                  | 0                  | -           | -           | -           | 24     | 1      |        |
| 1982-1983          | Cesena             | A                  | 15         | 2          | CI              | 7               | 0               | -                  | -                  | -                  | -           | -           | -           | 22     | 2      |        |
| 1983-1984          | Atalanta           | B                  | 8          | 0          | CI              | 3               | 0               | -                  | -                  | -                  | -           | -           | -           | 11     | 0      |        |
| 1984-1985          | Ospitaletto        | C2                 | 31         | 4          | CISC            | ?               | ?               | -                  | -                  | -                  | -           | -           | -           | 31+    | 4+     |        |
| 1985-1986          | Ospitaletto        | C2                 | 24         | 5          | CISC            | ?               | ?               | -                  | -                  | -                  | -           | -           | -           | 24+    | 5+     |        |
| Totale Ospitaletto | Totale Ospitaletto | Totale Ospitaletto | 55         | 9          |                 | ?               | ?               |                    | -                  | -                  |             | -           | -           | 55+    | 9+     |        |
| Totale carriera    | Totale carriera    | Totale carriera    | 409        | 76         |                 | 65+             | 11+             |                    | 14+                | 1+                 |             | 1+          | 1+          | 489+   | 89+    |        |

## Palmarès

### Giocatore

#### Club

##### Competizioni giovanili
- Torneo di Viareggio: 1

Atalanta: 1969

##### Competizioni nazionali
- Campionato italiano di Serie B: 2

Ascoli: 1977-1978
Atalanta: 1983-1984
- Torneo di Capodanno: 1

Ascoli: 1981

##### Competizioni internazionali
- Coppa Mitropa: 1

Milan: 1981-1982
- The Red Leaf Cup: 1

Ascoli: 1980